# Wanlessia denticulata
Wanlessia denticulata är en spindelart som beskrevs av Peng X., Tso I., Li S. 2002. Wanlessia denticulata ingår i släktet Wanlessia och familjen hoppspindlar. Inga underarter finns listade i Catalogue of Life.